# Крчевина (Ормож)
Крчевина (словен. Krčevina) — поселення в общині Ормож, Подравський регіон‎, Словенія.